# 学士会

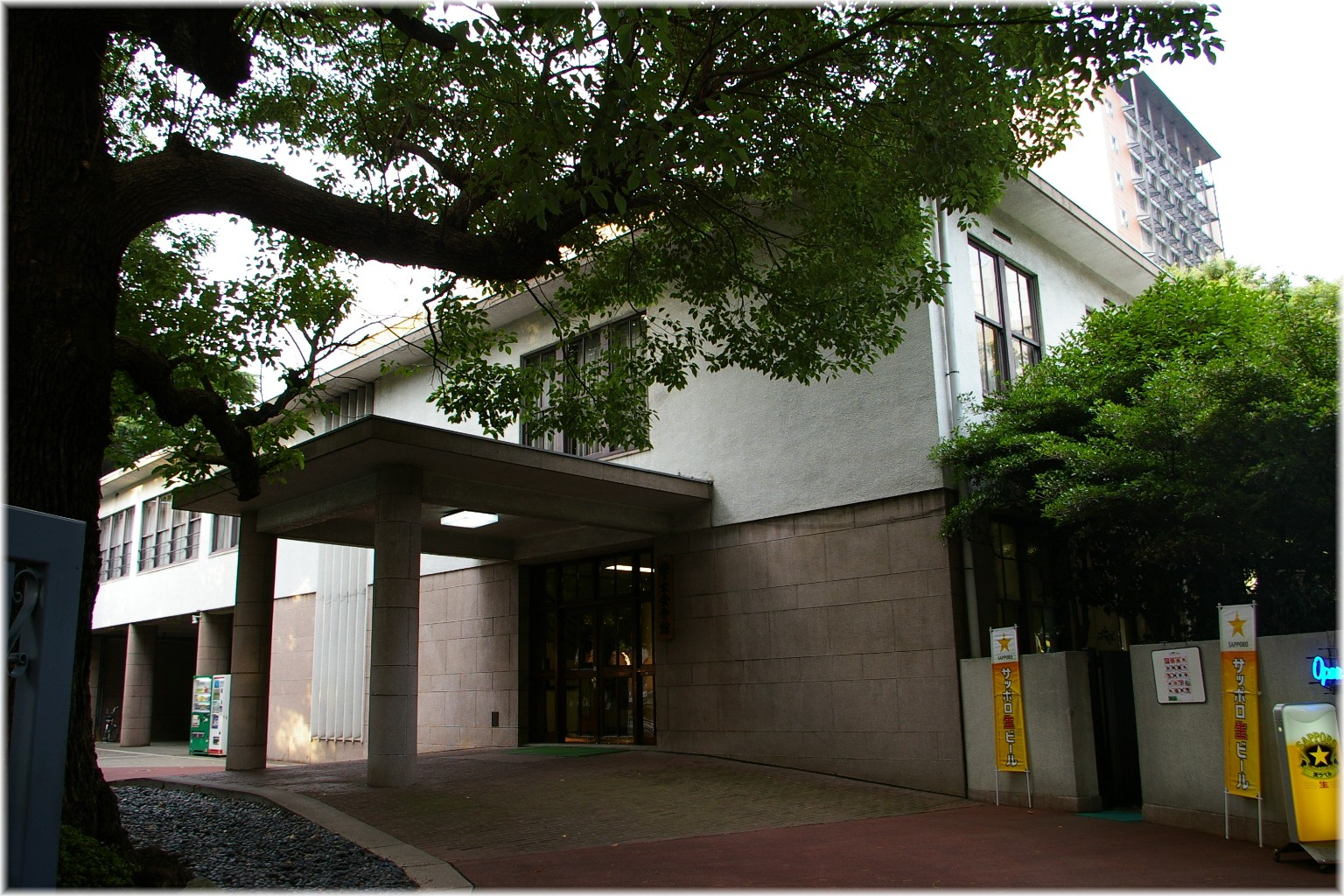
旧分館（東京大学構内）※現存せず

一般社団法人学士会（がくしかい）は、日本の社団法人。旧帝国大学系大学の出身者等を主な会員とする、大学の枠を超えた一種の同窓会組織である。

## 概要
学士会は、次の資格を備えた正会員と学生会員（1の大学に在学する者）により構成される組織である。
1. 東京大学、京都大学、東北大学、九州大学（旧九州芸術工科大学を含む）、北海道大学、大阪大学（旧大阪外国語大学を含む）、名古屋大学及びその前身の帝国大学、（旧）京城帝国大学、（旧）台北帝国大学出身の学士
2. 前記大学の大学院出身の修士、または博士（専門職学位を含む）
3. 第１号の大学の学長、副学長、理事若しくは監事の職にある者又はそれらの職にあった者
4. 第１号の大学の教授、准教授、助教若しくはその他の常勤の教育研究職にある者又はそれらの職にあった者
5. 論文を提出して第１号の大学から学位を受けた者
6. 第１号の大学に在学し学位を受けなかった者、同号の大学の運営に貢献した者等で、会員となるにふさわしいと理事会が認めた者

学士会は、1886年（明治19年）、帝国大学（現在の東京大学）の卒業生の同窓会組織として創立された。名称に「学士」とあるが、会が創立された当時、学士の称号を与えられたのが帝国大学の卒業生に限られたためである。
著名な歴代理事長は、元東京大学総長の南原繁（在任：1964年（昭和39年）11月 - 1974年（昭和49年）5月）、日本学士院長を兼ねた有澤廣巳（在任：1974年（昭和49年）10月 - 1988年（昭和63年）3月）、元最高裁判所判事の團藤重光（在任：1993年（平成5年）7月 - 2009年（平成21年）6月）など。
正会員数38,514人（うち戦前創設の終身会員数343人、新終身会員数5,717人）、学生会員数5,407人（2024年3月末現在）。

## 沿革
創立は1886年（明治19年）4月18日。帝国大学（現在の東京大学）を卒業した学士たちが、小石川植物園で開いた「加藤弘之先生　謝恩会｣の席上、このような卒業生の親睦会を継続したいという気運をきっかけとして、同年7月に創設された。初代理事長は、阪谷芳郎（貴族院議員）。創立時の主な会員には、外山正一（理科大学教授）、矢田部良吉（理科大学教授）、阪谷芳郎（明治17年文卒）、嘉納治五郎（明治14年文卒）などがいた。
その後、1897年（明治30年）に京都帝国大学（現在の京都大学）、1907年（明治40年）に東北帝国大学（現在の東北大学）、1911年（明治44年）には九州帝国大学（現在の九州大学）が帝国大学令に基づいて順次創立され、各帝国大学の卒業生にも学士号が与えられて、学士会に入会した。1918年（大正7年）には大学令（大正7年勅令第388号）が公布（翌年施行）されて私立学校も大学を設置し、新たな大学の卒業生に学士号が与えられることとなった。しかし、学士会の名称はそのままに、その後、1918年（大正7年）に北海道帝国大学（現在の北海道大学）、1924年（大正13年）に京城帝国大学（1945年実質的に廃止）、1928年（昭和3年）に台北帝国大学（1945年実質的に廃止）、1931年（昭和6年）に大阪帝国大学（現在の大阪大学）、1939年（昭和14年）に名古屋帝国大学（現在の名古屋大学）が帝国大学令に基づいて順次創立され、各帝国大学の卒業生が入会した。

## 現状
会員数は約4万1000人。理事長は樺山紘一（東京大学名誉教授、在任：2022年（令和4年）7月 - ）。

## 学士会館
学士会の本部会館は、千代田区神田錦町にある学士会館である。館内には会議室、飲食店、美容院などの設備がある。かつては官立東京英語学校で、その跡地の空校舎には東京府中学校が入っていた場所に建てられ、都心の一等地に立地する。旧館はネオ・ロマネスク様式を基調とする当時最新の耐震建築で、高橋貞太郎・  佐野利器の設計、戸田組（現：戸田建設）の施工にて1928年（昭和3年）に竣工。旧館から一歩退くように建てられた新館は1937年（昭和12年）竣工で、設計は藤村朗、施工は銭高組である。斬新、かつモダンで重厚な雰囲気は100年近く経た2024年現在も大切に継承されており、2003年（平成15年）1月、国の登録有形文化財となった。いずれも会員の親睦活動や同窓会、結婚式、講演会の開催などに利用されている。
また、敷地内には、「東京大学発祥の地」、「日本野球発祥の地」（野球ボールを握る片手。高さ2.4メートル）、「新島襄先生生誕の地」（1941年建立）の記念碑がある。
東隣にあるSC神田錦町三丁目ビルと共同で行う再開発のため、2024年12月29日をもって学士会館は営業を終了する。文化財的評価のより高い「旧館」は曳家し、耐震工事も行った上で保存されるが、「新館」は解体される。

### 分館
かつて文京区本郷（東大構内）には学士会分館が存在し、夏季には野外ビアホールが盛況したが、東京大学の「赤門周辺地区の再開発計画｣により、2009年3月を以て閉鎖された。

## 関連項目

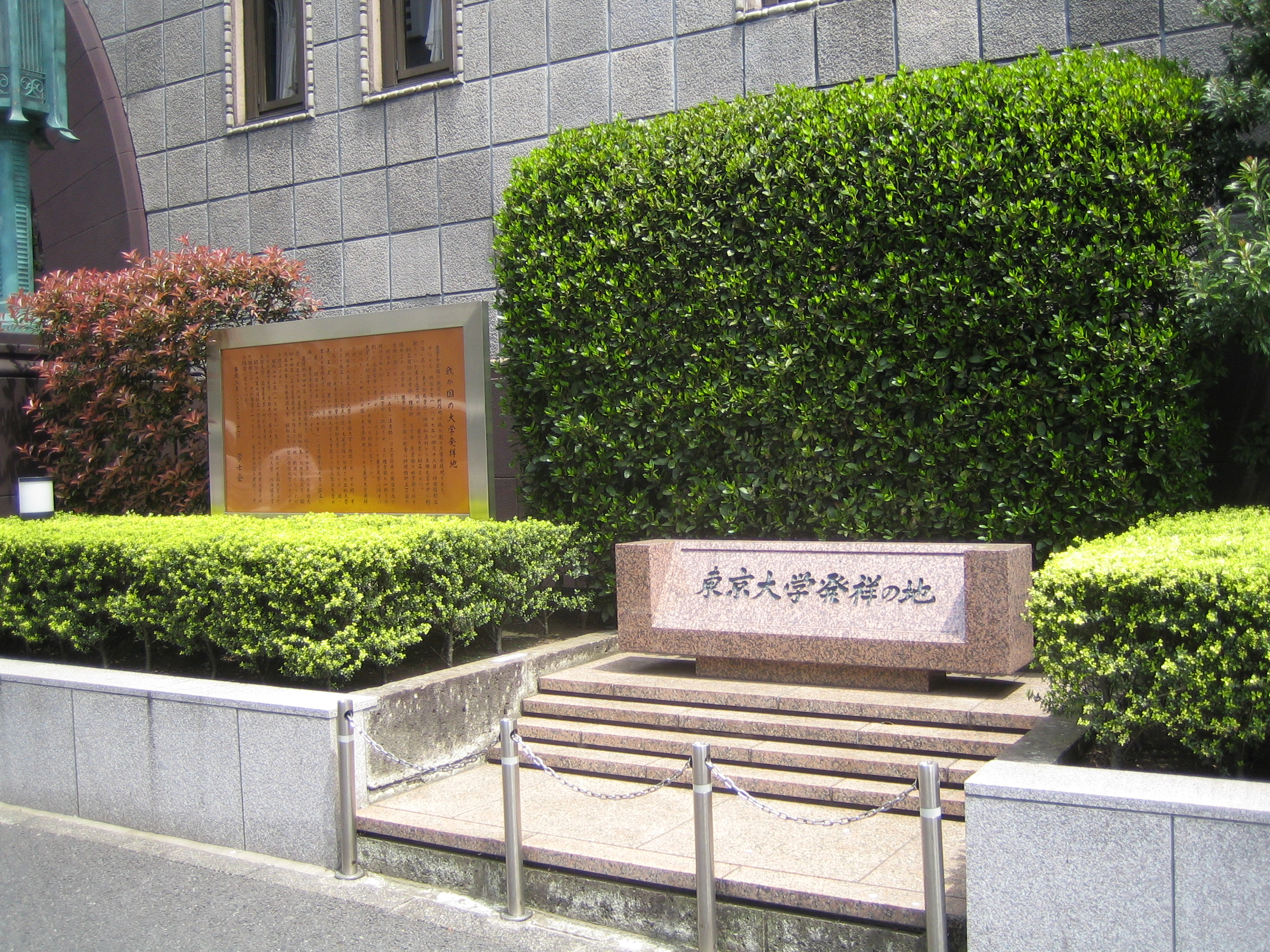
「東京大学発祥の地」の碑。学士会館敷地内

## 歴代理事長
| 代     | 氏名     | 在任時期                | 出身大学・所属大学         | 専門分野         |
| ------ | -------- | ----------------------- | -------------------------- | ---------------- |
| 初代   | 阪谷芳郎 | 1919年10月 - 1937年9月  | 東京帝国大学               | (財政家・政治家) |
| 第2代  | 山田三良 | 1937年09月 - 1958年11月 | 帝国大学・東京帝国大学     | 国際私法         |
| 第3代  | 岩田宙造 | 1958年11月 - 1964年11月 | 東京帝国大学               | (弁護士・政治家) |
| 第4代  | 南原繁   | 1964年11月 - 1974年5月  | 東京帝国大学・東京大学     | 政治学           |
| 第5代  | 有澤廣巳 | 1974年10月 - 1988年3月  | 東京帝国大学・法政大学     | 経済学           |
| 第6代  | 吉識雅夫 | 1988年04月 - 1993年6月  | 東京帝国大学・東京理科大学 | 船舶工学         |
| 第7代  | 團藤重光 | 1993年07月 - 2009年6月  | 東京帝国大学               | 刑事法           |
| 第8代  | 井口洋夫 | 2009年07月 - 2011年6月  | 東京大学                   | 有機化学         |
| 第9代  | 松尾浩也 | 2011年07月 - 2014年6月  | 東京大学                   | 刑事法           |
| 第10代 | 久保正彰 | 2014年07月 - 2016年6月  | 東京大学                   | 西洋古典学       |
| 第11代 | 佐々木毅 | 2016年07月 - 2022年6月  | 東京大学                   | 西洋政治思想史   |
| 第12代 | 樺山紘一 | 2022年07月 - 現職       | 東京大学                   | 西洋文化史       |